# Lhota (okres Kladno)
Obec Lhota (k. ú. Lhota u Kamenných Žehrovic) leží v okrese Kladno. Žije v ní 661 obyvatel a její katastrální území má rozlohu 1169 ha.
Ve vzdálenosti 9 km severovýchodně leží statutární město Kladno, 15 km jižně město Beroun, 17 km severně město Slaný a 19 km západně město Rakovník.

## Historie
První písemná zmínka o obci pochází z roku 1530.

### Územněsprávní začlenění
Dějiny územněsprávního začleňování zahrnují období od roku 1850 do současnosti. V chronologickém přehledu je uvedena územně administrativní příslušnost obce v roce, kdy ke změně došlo:
- 1850 země česká, kraj Praha, politický okres Rakovník, soudní okres Křivoklát[4]
- 1855 země česká, kraj Praha, soudní okres Křivoklát[4]
- 1868 země česká, politický okres Rakovník, soudní okres Křivoklát[4]
- 1939 země česká, Oberlandrat Kladno, politický okres Rakovník, soudní okres Křivoklát[5]
- 1942 země česká, Oberlandrat Praha, politický okres Rakovník, soudní okres Křivoklát[6]
- 1945 země česká, správní okres Rakovník, soudní okres Křivoklát[7]
- 1949 Pražský kraj, okres Nové Strašecí[8]
- 1960 Středočeský kraj, okres Kladno[9]

### Rok 1932
V obci Lhota (629 obyvatel, poštovna) byly v roce 1932 evidovány tyto živnosti a obchody: lékař, obchod s dřívím, 3 hostince, kovář, mlýn, řezník, 3 obchody se smíšeným zbožím, spořitelní a záložní spolek pro Lhotu, 2 obchody se střižním zbožím, trafika, truhlář.

## Zajímavosti
- Skanzen výroby dřevěného uhlí na okraji lesa 2 km jihozápadně od obce. Zahrnuje miniaturní naučnou stezku s ukázkami výroby dřevěného uhlí.
- Ploskovská kaštanka, rozsáhlá alej 400 jírovců a lip při silnici a cestě jižně od osady Ploskov, necelé 3 km západně od Lhoty. Největší uskupení památných stromů v CHKO Křivoklátsko.

## Doprava
- Silniční doprava – Do obce vedou silnice III. třídy. Územím obce přes místní část Ploskov probíhá silnice II/116 Beroun - Nižbor - Lány.

- Železniční doprava – Železniční trať ani stanice na území obce nejsou. Nejblíže centru obce je železniční stanice Kamenné Žehrovice ve vzdálenosti 7 km ležící na trati 120 z Prahy a Kladna do Rakovníka.

- Autobusová doprava – Do obce zajížděla v pracovních dnech září 2011 autobusová linka Kladno - Zbečno (14 spojů tam i zpět) (dopravce ČSAD MHD Kladno, a.s.).[11]

## Další fotografie

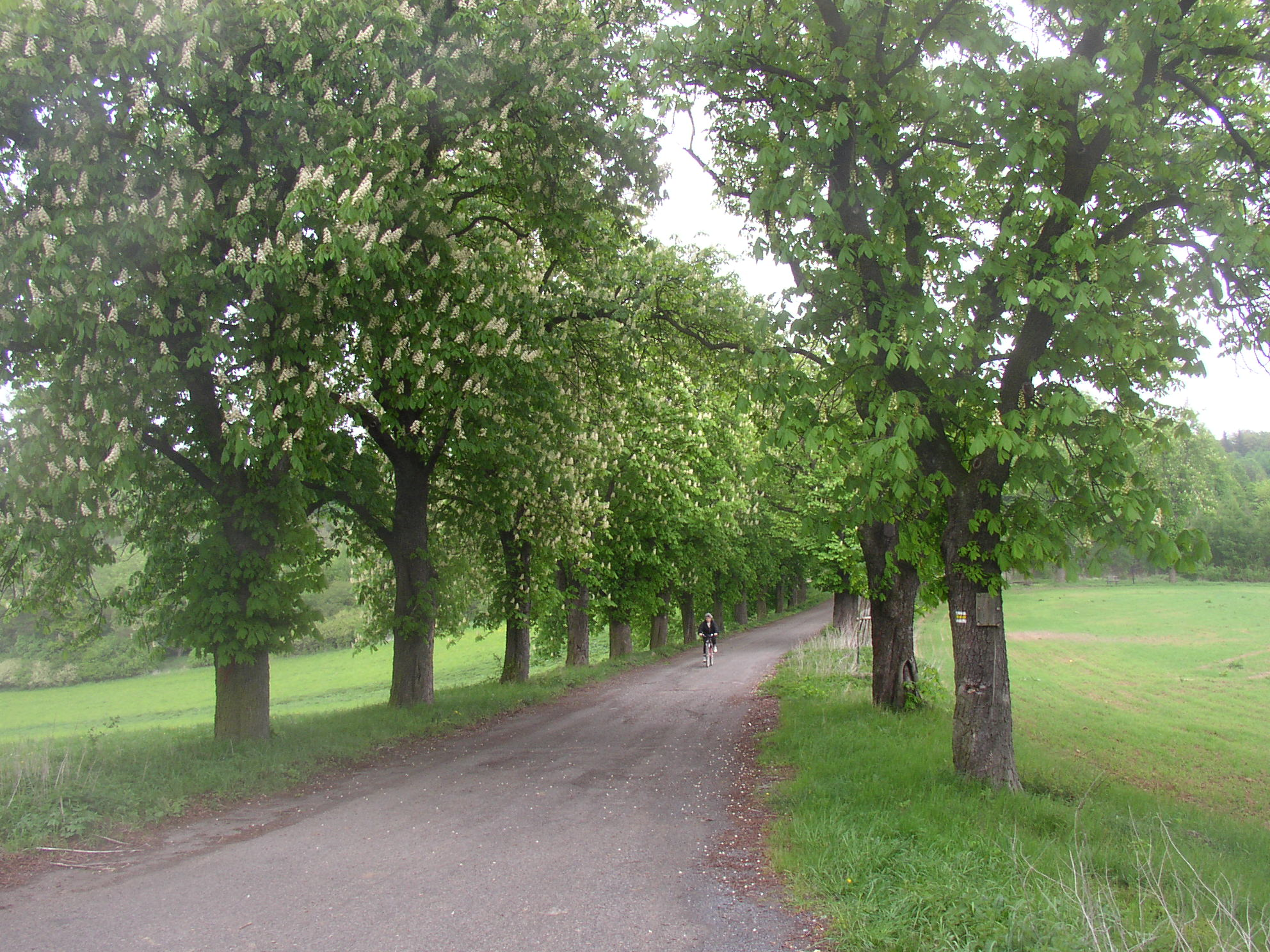
Alej Ploskovská kaštanka
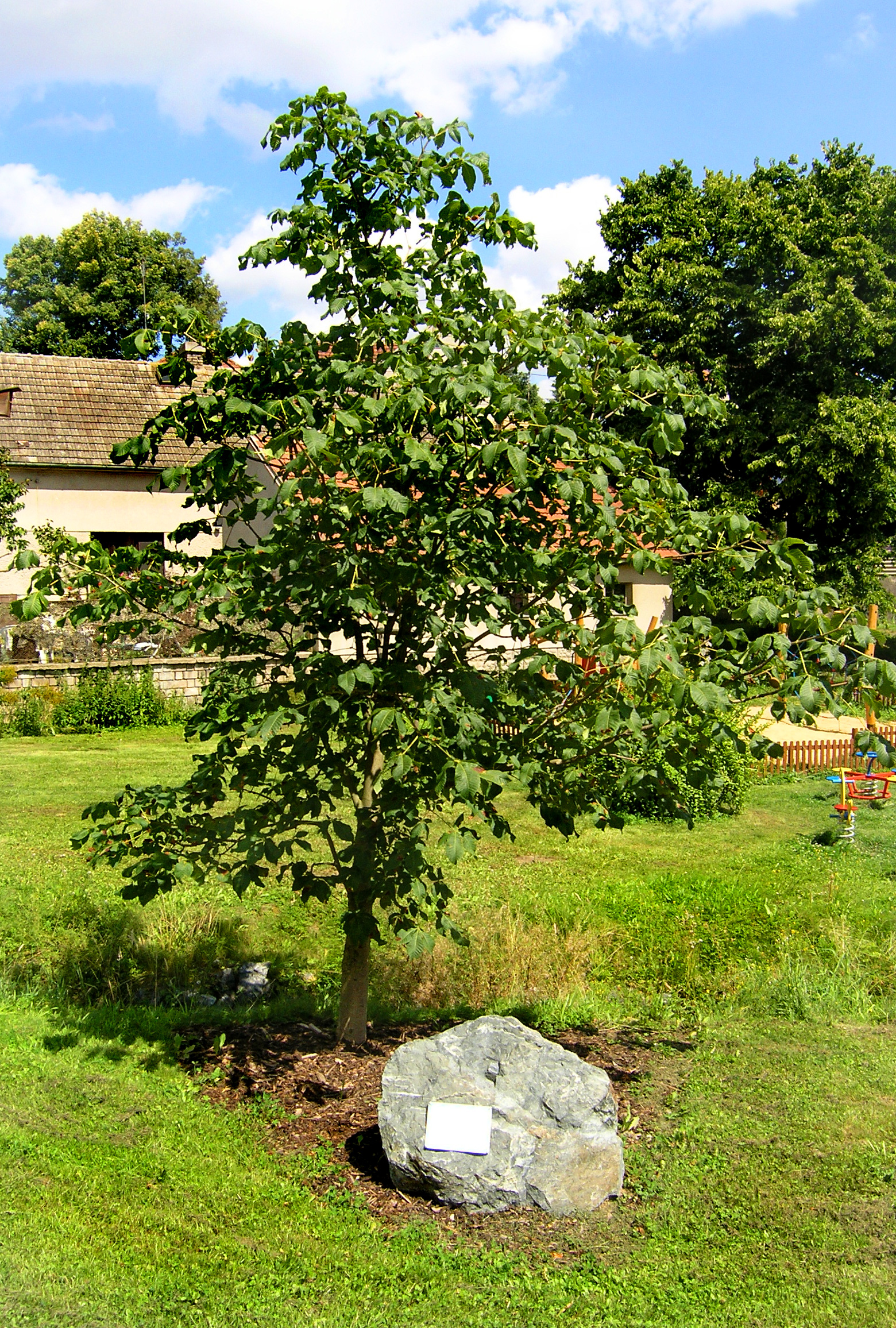
Lípa milénia na návsi
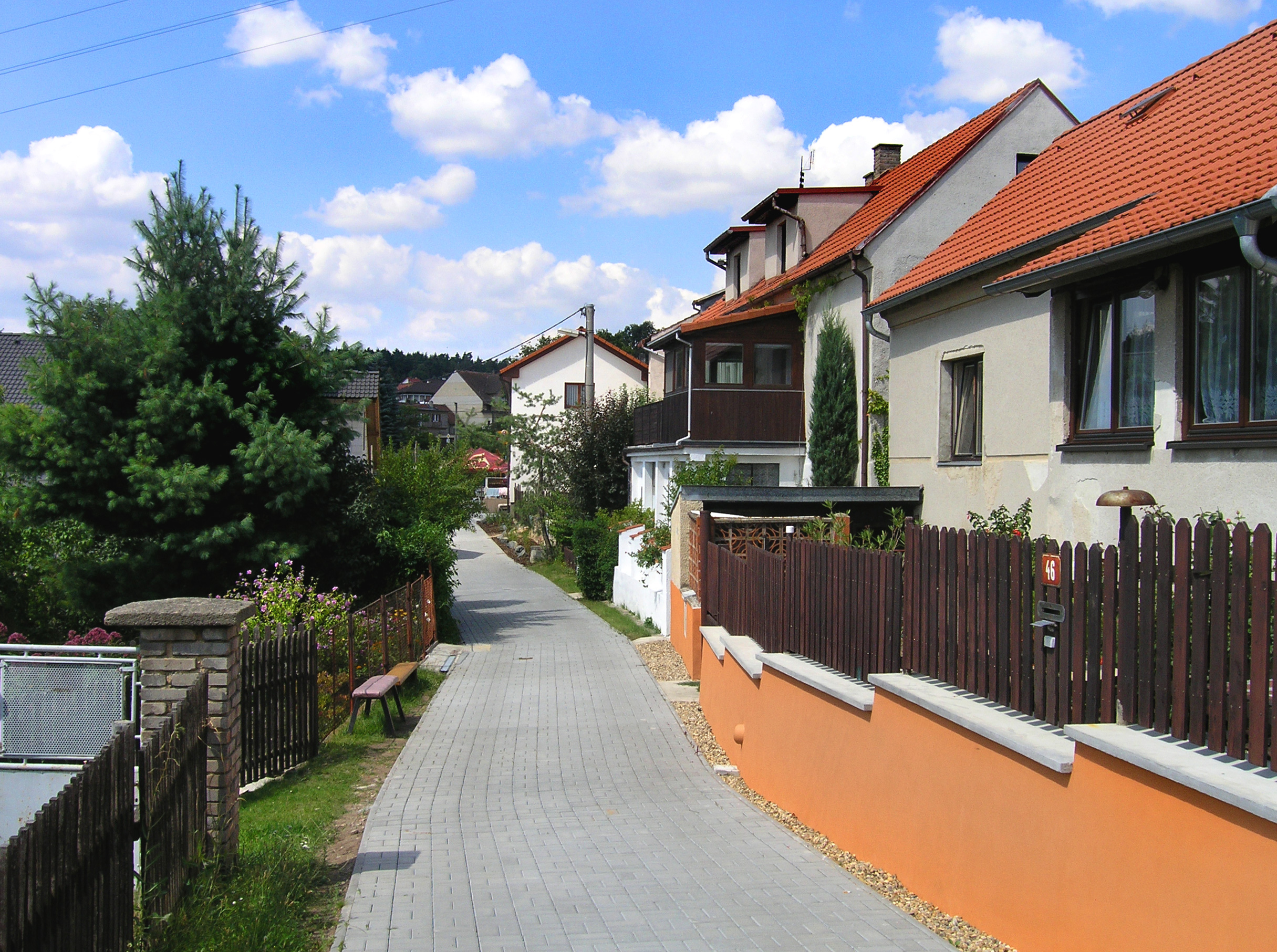
Ulice U Splavu